# أو دي بي
جيسيكا نورا كريسا (بالإنجليزية: Jessica Nora Kresa)   معروفة باسم أو دي بي، هي مصارعة وممثلة أمريكية محترفة. ولدت في 6 يونيو 1978 في ناشفيل، الولايات المتحدة. وقعت حاليًا مع إمباكت ريسلينغ. إنها بطلة خروج المغلوب للسيدات من TNA [الإنجليزية] لأربع مرات، وبطلة فريق بطولة تي إن أيه نوك أوتس للفرق.

## حياة سابقة
تتمتع كريسا بخلفية رياضية في هوكي الجليد، شجعها والدها على متابعتها. كانت قائدة فريق الفتيات الأول في مدرستها الثانوية ولعبت في جامعة ولاية سانت كلاود لمدة عامين. بدأت في مشاهدة مصارعة المحترفين عندما كانت طفلة، ومشاهدة مصارعين النحل القاتل [الإنجليزية]. أرادت أن تكون في برنامج المصارعين الأمريكيين. استأجرت مدربًا شخصيًا تحسبا لتدريبها على المصارعة.

## روابط خارجية
- أو دي بي على موقع شيردوغ (الإنجليزية)
- أو دي بي على موقع CageMatch worker (الإنجليزية)
- أو دي بي على موقع عالم المصارعة على الإنترنت (الإنجليزية)
- أو دي بي على موقع عالم المصارعة على الإنترنت (الإنجليزية)